# Battlestar Galactica

Intertitlul serialului din 2004

Battlestar Galactica este o franciză americană science fiction creată de Glen A. Larson. Franciza a început cu serialul TV din 1978 Battlestar Galactica care a fost urmat de un scurt serial TV în 1980. Au urmat adaptări pentru cărți, romane originale, cărți de benzi desenate, un joc de table și jocuri video. O refacere a Battlestar Galactica a fost difuzată în decembrie 2003, începând cu un miniserial din două părți produs de Ronald D. Moore și David Eick. Acest miniserial a fost urmat de un serial TV transmis săptămânal, care a rulat timp de patru sezoane între 2004 - 2009. Un prequel, serialul de televiziune Caprica, a fost difuzat în 2010. Un al doilea serial prequel, Battlestar Galactica: Blood & Chrome, este difuzat începând cu 2012.